# Odmóżdżenie
Odmóżdżenie (łac. decerebratio, zwane też śmiercią mózgową, łac. mors cerebralis) – trwałe wygaśnięcie wszystkich integracyjnych czynności ośrodkowego układu nerwowego (śmierć pnia mózgu), przy sztucznie podtrzymywanej lub samoistnej akcji serca i oddychania.
Jest obecnie uważana za podstawę uznania osoby za zmarłą, czyli ustalenia śmierci osobniczej, przy uwzględnieniu aktualnie obowiązujących kryteriów rozpoznawczych, między innymi całkowity zanik czynności bioelektrycznej mózgu.